# Klurak
Klurak is een bestuurslaag in het regentschap Sidoarjo van de provincie Oost-Java, Indonesië. Klurak telt 5337 inwoners (volkstelling 2010).